# Tô de Cara
Tô de Cara é o primeiro álbum de estúdio do cantor e compositor brasileiro Luan Santana. O álbum foi lançado em 2009 de forma independente e foi produzido por Ivan Myazato. O álbum contou com três singles, "Tô de Cara", "Meteoro", e "Você não Sabe o que É Amor", e se tornou um sucesso nacional, recebendo o certificado de disco de ouro pela ABPD, pela venda de 50 mil cópias.

## Faixas
| N.º | Título                                | Compositor(es)                     | Duração |  |
| 1.  | "Sempre Com Você"                     | Luan Santana                       | 3:35    |  |
| 2.  | "Tô de Cara"                          | Sorocaba                           | 2:58    |  |
| 3.  | "Aqui é o Seu Lugar"                  | Amarildo Fire, Markinhos Vieira    | 3:47    |  |
| 4.  | "Meteoro"                             | Sorocaba                           | 3:18    |  |
| 5.  | "Jogo do Amor"                        | Luan Santana, Max Wick             | 3:11    |  |
| 6.  | "A Louca" (Part. Fernando & Sorocaba) | Sorocaba                           | 3:25    |  |
| 7.  | "Chocolate"                           | Luan Santana                       | 2:41    |  |
| 8.  | "Você do Meu Lado"                    | Felipe Carvalho                    | 2:58    |  |
| 9.  | "Apaixonado / Loira do Carro Branco"  | José Rico / Paraíso, Jesus Belmiro | 4:03    |  |
| 10. | "Minha Boca Você Não Beija Mais"      | Jefferson Correia                  | 3:25    |  |
| 11. | "Somos Apenas Um"                     | Diego Damasceno, Dyliel            | 3:22    |  |

| Tô de Cara – Segunda edição |                              |                        |         |  |
| N.º                         | Título                       | Compositor(es)         | Duração |  |
| 12.                         | "Você não Sabe o que É Amor" | Sorocaba               |         |  |
| 13.                         | "Pra Você Lembrar de Mim"    | Daniel Damasceno Diego |         |  |